# Poljane pri Žužemberku
Poljane pri Žužemberku so naselje v Občini Žužemberk.